# Pain paillasse de Lodève
Le pain paillasse de Lodève est un pain spécifique à Lodève et à sa région.

## Historique
D'après une étude scientifique menée par Mouette Barboff, l'ancienneté du pain paillasse à Lodève est indéniable : « Au plus loin que l’on puisse remonter, cette dénomination pour un pain dont la principale caractéristique est la fermentation en masse après le pétrissage, se retrouve à Lodève, depuis plusieurs siècles. »

## Origine
|  |  |

La paillasse, dite encore paillasson ou paillassou, était une corbeille à pain confectionnée avec de la paille de seigle liée avec des écorces de ronces. Elle servait à entreposer le pain, à le transporter et même à stocker les pétrissures successives. La façon de faire ce pain allongé dans une paillasse, alors que toutes les miches étaient rondes, arriva à Lodève, ville de foires et de marchés, pendant les guerres de religion. Ce pain fut rapidement placé sous la protection de saint Fulcran, patron de la cité, puis adopté par la corporation des tisserands qui, au cours de leur journée, étaient assurés d’avoir du pain frais.